# Полтавское (Ставропольский край)
Полта́вское — село в Курском районе (муниципальном округе) Ставропольского края России.

## География
Расстояние до краевого центра: 349 км.
Расстояние до районного центра: 27 км.

## История
Населённый пункт основан в 1909 году выходцами из Полтавской губернии (отсюда и название — хутор Полтавский), поселившимися на бывших землях помещика Бабанина.
20 августа 1942 года село оккупировано немецкими войсками.
14-15 сентября части 30-й кавалерийской дивизии освободили село от немецких войск.
В 1964 году Указом Президиума ВС РСФСР хутора Бессарабский, Троицкий и Полтавский, фактически слившиеся в один населённый пункт, объединены в село Полтавское.
До 16 марта 2020 года село было административным центром упразднённого Полтавского сельсовета.

## Население
| 1989 | 2002  | 2010  | 2021  |
| ---- | ----- | ----- | ----- |
| 1125 | ↗1443 | ↗1551 | ↗1645 |

По данным переписи 2002 года в национальной структуре населения преобладают русские (73 %).

## Инфраструктура
- Культурно-досуговый центр. Открыт 21 октября 1972 года как сельский Дом культуры[11]

## Образование
- Детский сад № 20 «Колокольчик»
- Средняя общеобразовательная школа № 6

## Памятники
- Братская могила офицерам и солдатам советской армии, погибших в Отечественную войну, 837 человек. В упразднённом хуторе Бессарабском[12]
- Братская могила 2500 советских воинов, погибших в боях с фашистскими захватчиками. 1942—1943, 1968 года[13]
- Братская могила 5500 советских воинов, погибших в боях с фашистскими захватчиками при обороне Северного Кавказа. 1942—1943, 1968 года. В упразднённом хуторе Кизилове[14]
- Памятник В. И. Ленину[15]

## Кладбище
На юго-западной окраине села расположено общественное открытое кладбище площадью 14 тыс. м².